# Benins præsidenter
Benin, tidligere kaldt "Dahomey", blev uafhængig i 1960. Benins præsidenter har vær:
- Hubert Maga (1960-63)
- Gen. Christophe Soglo (1963-64)
- Sourou Migan-Apithy (1964-65)
- Justin Ahomadégbé-Tomêtin (1965)
- Tahirou Congacou (1965)
- Gen. Christophe Soglo, 2. gang (1965-67)
- Jean-Baptiste Hachème (1967)
- Oberst Maurice Kouandété (1967)
- Alfonse Amadou Alley (1967-68)
- Émile Derlin Zinsou (1968-69)
- Oberst Maurice Kouandété, 2. gang (1969)
- Paul-Émile de Souza (1969-70)
- Hubert Maga, Sourou Migan-Apithy, Justin Ahomadégbé-Tomêtin (1970-72)
- Justin Ahomadégbé-Tomêtin (1972)
- Gen. Mathieu Kérékou (1972-91)
- Nicéphore Soglo (1991-96)
- Mathieu Kérékou, 2. gang (1996-2006)
- Yayi Boni (2006–2016)
- Patrice Talon (2016- 2024)
- Ali kuniea (2024-) militær